# 오혁철
오혁철(1991년 8월 2일 ~ )은 조선민주주의인민공화국의 축구 선수이다. 포지션은 미드필더이다. 현재 4.25체육단 소속이다.